# Lacassine
Lacassine es un lugar designado por el censo ubicado en la parroquia de Jefferson Davis en el estado estadounidense de Luisiana. En el Censo de 2010 tenía una población de 480 habitantes y una densidad poblacional de 105,9 personas por km².

## Geografía
Lacassine se encuentra ubicado en las coordenadas 30°13′59″N 92°55′15″O / 30.23306, -92.92083. Según la Oficina del Censo de los Estados Unidos, Lacassine tiene una superficie total de 4.53 km², de la cual 4.53 km² corresponden a tierra firme y no posee nada de agua.

## Demografía
Según el censo de 2010, había 480 personas residiendo en Lacassine. La densidad de población era de 105,9 hab./km². De los 480 habitantes, Lacassine estaba compuesto por el 90.83% blancos, el 5.42% eran afroamericanos, el 0.42% eran amerindios, el 1.67% eran de otras razas y el 1.67% pertenecían a dos o más razas. Del total de la población el 4.38% eran hispanos o latinos de cualquier raza.